# Luigi Cargnelutti
Luigi Cargnelutti (* 7. November 1804 in Gemona, Friaul; † 18. Dezember 1855) war ein italienischer Maurer und Baumeister.

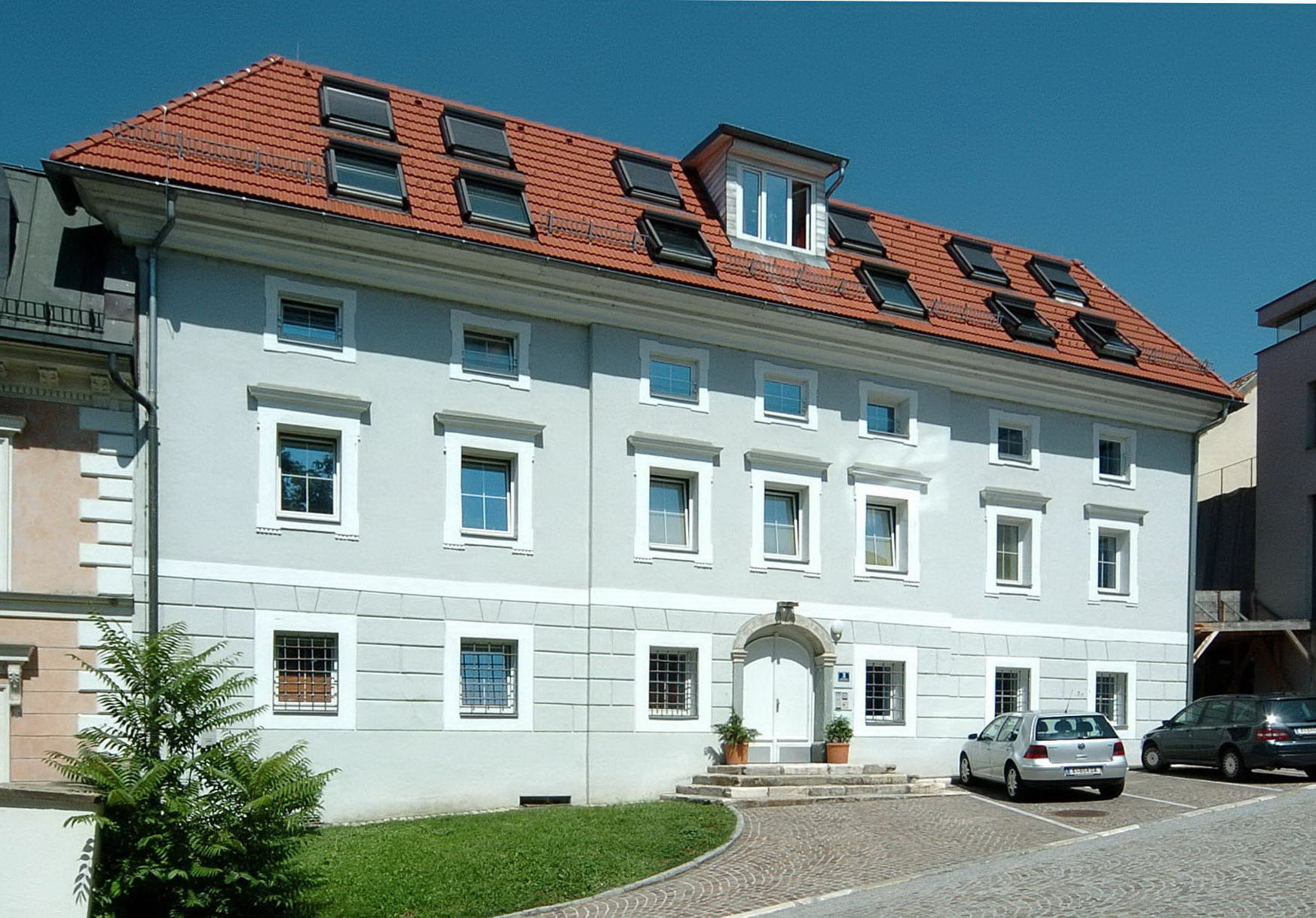
Cargneluttis Klagenfurter Wohnhaus auf der Kardinalschütt Nr. 3

## Leben
Mehrere Friulaner brachten es in der ersten Hälfte des 19. Jahrhunderts zu angesehenen Baumeistern in Klagenfurt. Christoforo Cragnolino erwarb 1816 das Haus Kardinalschütt Nr. 3. Sein späterer Werkführer Domenico Venchiarutti machte sich nach wenigen Jahren selbständig und war ab 1828 durch drei Jahrzehnte in der Stadt erfolgreich tätig.
Nach dem Weggang von Venchiarutti stellte Cragnolini spätestens zu Beginn der dreißiger Jahre den Maurer Luigi Cargnelutti in seiner Firma an und überließ ihm eine Wohnung in seinem Haus. Er war der Sohn eines Gutsbesitzers und am 7. November 1804 in Gemona geboren worden. Mit der ebenfalls aus Gemona stammenden Catharina Morandini gründete er den Hausstand. 1841 erhielt er von der Stadt die Befugnis zur Durchführung von Steinmetzarbeiten im Zusammenhang mit der Errichtung von Gebäuden. 1846 kaufte der Maurer- und Steinmetzmeister ein am Viktringer Damm gelegenes Haus (Viktringer Ring Nr. 26) und übersiedelte mit seiner Familie dorthin. Der Hausbesitzer schritt sogleich an den Ausbau des Objektes und stockte es auf. Das Nebengebäude verwendete er als Pferdestall und Depot für Baumaterialien. Außerdem wurde darin ein kleiner Steinmetzbetrieb eingerichtet.
1852 verlor er seine Frau, die ihm zehn Kinder geboren hatte. Sie war nur 49 Jahre alt geworden. Ein Jahr später ging Cargnelutti mit der um 20 Jahre jüngeren, in Tarvis geborenen Josefa Scheriau eine zweite Ehe ein. Sie dauerte nur kurz, denn der Baumeister erlag schon zwei Jahre danach am 18. Dezember 1855 einem Lungenleiden. Einen Tag vor seinem Ableben machte er in Gegenwart eines Notars und im Beisein der Zeugen Vinzenz Gollner, Glockengießer, und Johann Dunkler, Tischlermeister, sein Testament. Der sterbenskranke Mann bestimmte den neunjährigen Sohn Karl zum Universalerben. Die 35-jährige Witwe sollte die Firma bis zur Großjährigkeit des Stiefsohnes weiterführen, kehrte aber bereits nach vier Jahren Klagenfurt den Rücken und schloss mit dem gleichfalls verwitweten 52-jährigen Kommunal-Wundarzt und Realitätenbesitzer Josef Wuzi aus Tarvis den Lebensbund.
Luigi Cargneluttis bedeutendere Bauschöpfungen stammen aus seinen letzten Lebensjahren. Im Rahmen der Verbauung der im Bereich des zugeschütteten ehemaligen Stadtgrabens angelegten Ringstraßen errichtete er 1847 in der St. Veiter Vorstadt das magistratliche Markthüttendepot (St. Veiter Ring Nr. 10). Das eingeschossige Magazingebäude im klassizistischen Rustikastil ist besser unter dem Namen Napoleonstadel bekannt und bildet heute das Haus der Architektur. In den vierziger Jahren hatte der Baumeister anlässlich einer Renovierung das Gebäude Burggasse Nr. 3 straßenseitig neu gestaltet. 1854 erhielt auch das aufgestockte Haus Karfreitstraße Nr. 16 eine neue Schauseite, wobei dem Dachgesims ein besonderes Augenmerk gewidmet wurde. Des Weiteren bekam im selben Jahr das in der 10.-Oktober-Straße gelegene Musil-Haus künstlerischen Fassadenschmuck. Als abschließenden Blickfang entwarf Cargnelutti einen Fries aus stilisierten Edelweißblüten.

## Werke (Auswahl)
- Napoleonstadel, errichtet im Jahre 1847, Magazingebäude am St. Veiter Ring Nr. 10 in Klagenfurt. Magistratliches Markthüttendepot.
- Neugestaltung der straßenseitigen Fassade des Gebäudes in der Burggasse Nr. 3 in Klagenfurt.
- Neufassadierung des Gebäudes in der Karfreitstraße Nr. 16 in Klagenfurt.
- Künstlerischer Fassadenschmuck an der Schauseite des Musil-Hauses (Konditorei) in der 10.-Oktober-Straße in Klagenfurt.